# Sébastien Bohler
Pour les articles homonymes, voir Bohler.
Sébastien Bohler, né le 15 novembre 1970 à Strasbourg (Bas-Rhin), est un journaliste, chroniqueur, conférencier et écrivain français. Rédacteur en chef de la revue Cerveau & Psycho, il intervient dans les domaines liés aux neurosciences et à la psychologie.

## Formation scientifique
Sébastien Bohler est ingénieur, ancien élève de l'École polytechnique. Il est en outre titulaire d’un DEA de pharmacologie moléculaire et cellulaire puis d’une thèse de neurobiologie moléculaire à l’université Pierre-et-Marie-Curie, préparée dans le laboratoire de Jean-Pierre Changeux à l’institut Pasteur, sur le fonctionnement des récepteurs neuronaux impliqués dans la dépendance à la nicotine.

## Activité dans les médias
En 2001, il est journaliste au magazine Pour la science, où il participe à la création en 2002 de la revue Cerveau & Psycho, consacrée aux neurosciences et à la psychologie.
Entre 2004 et 2008, puis en 2012-2013, il collabore à Arrêt sur Images, aux côtés de Daniel Schneidermann, émission hebdomadaire d’analyse et de critique des médias. Il s'intéresse à leur impact sur le psychisme et le cerveau.
En 2008 et 2009, puis en 2013 et 2014, il tient une chronique dans l’émission La Tête au carré sur France Inter, aux côtés de Mathieu Vidard. Il y détaille les avancées scientifiques majeures des neurosciences et de la psychologie.
En 2012, il est chroniqueur dans l'émission 28 minutes sur Arte.

## Écrivain et réception critique
En 2007, il entame une description « neurobiologique » des émotions à travers l’ouvrage La Chimie de nos émotions, projet qu’il prolonge en 2009 par l’ouvrage Sexe et Cerveau. Il s'agit en réalité de théories psycho-évolutionnistes appliquées aux différences entre hommes et femmes, dont il est l'un des importants promoteurs en France,.
En 2008, il recense des expériences scientifiques montrant l’impact des médias sur le fonctionnement du psychisme dans le livre 150 petites expériences sur la psychologie des médias,,,.
En 2011, il évoque dans le roman Les Soldats de l’or gris les techniques de manipulation mentale utilisées par les services secrets au cours de la seconde moitié du XXe siècle. Il annonce également la prochaine étape de ce processus en faisant intervenir les nanotechnologies comme moyen de contrôler les neurones des décideurs et des agents de renseignement.
En 2015, son roman Neuroland s’inscrit dans le contexte terroriste des années 2014 et 2015 et pose la question de l’imagerie cérébrale comme méthode d’interrogatoire afin de percer à jour les intentions des djihadistes,. Le roman est une référence directe au centre d’imagerie cérébrale Neurospin de Saclay et à ses activités dans la recherche du code neural qui permettrait de relier les pensées d’un individu à l’activité de ses neurones. 
En 2019, il publie Le bug humain, lauréat 2020 Grand Prix du Livre sur le Cerveau remis par la Société Française de Neurologie. Il y analyse la crise écologique massive générée par l'humanité au travers du prisme des neurosciences. Selon lui, les processus de destruction de l'environnement s’expliquent en grande partie par des mécanismes cérébraux archaïques : le striatum, notamment, et les circuits neuronaux de récompense, qui par le biais de la dopamine, inciteraient l'homme à assouvir continuellement et exponentiellement 5 besoins fondamentaux : manger, se reproduire, asseoir du pouvoir, acquérir de l'information, et fournir le moindre effort,,,,. Cette affirmation est néanmoins fortement dénoncée par plusieurs docteurs et chercheurs en neurosciences et en sociologie dans le média écologiste Bon Pote ("La faute à notre cerveau, vraiment ? Les erreurs du bug humain de S. Bohler", en octobre 2020) et dans Le Monde et sur Mediapart ("Pourquoi détruit-on la planète ? Les dangers des explications pseudo-neuroscientifiques", tribune de juillet 2022). Si l'intention de l'auteur d'éclairer certaines raisons de la crise écologique est louée, la qualité scientifique de l'ouvrage est critiquée pour son « interprétation parfois erronée des articles cités [et pour] être basée sur des hypothèses évolutives hasardeuses et des hypothèses neuroscientifiques fausses », ainsi que pour une « absence de retenue dans les conclusions ». De même, la portée de sa thèse principale est à nuancer, ce que l'auteur fait lui-même, y compris à la fin du livre, en évoquant l'influence d'autres mécanismes biologiques, le poids de la socialisation, de l'éducation, des normes etc., et en listant des « moyens de [...] freiner » ou de contrecarrer l'action du striatum.  

## Conférencier
Sébastien Bohler a participé à la diffusion des thèmes de la manipulation mentale, du transhumanisme, de la fabrication des souvenirs et de l’évolution du cerveau à travers des conférences notamment au festival Atmosphères de Courbevoie,.
Depuis 2013, il est conseiller scientifique de l'association Origins, créée par Marie-Odile Monchicourt aux côtés des physiciens Étienne Klein et Michel Spiro, du biologiste Pierre-Henri Gouyon, de la paléontologue Marylène Patou-Mathis et des astrophysiciens Jean-Pierre Bibring et Marc Lachièze-Rey. L'association est née à la suite d'une rencontre internationale coorganisée par l’Unesco et le CERN en septembre 2013 s'interrogeant sur la naissance de l’univers et les liens intimes entre la physique des particules et la cosmologie. Le succès de cette rencontre mêlant scientifiques et personnalités de la culture, de l'art et de la philosophie a inspiré à l'association la création en 2014 de LabOrigins, des spectacles scientifiques organisés par Marie-Odile Monchicourt pour la diffusion du savoir sur les origines de l’univers, de la vie et de la conscience. Dans ce cadre, Sébastien Bohler participe à une réflexion collective sur les origines de la conscience et de la pensée en 2015 et sur les origines du langage en 2016.

## Œuvres
- La Chimie de nos émotions, Éditions Aubanel, 2007,  (ISBN 2700605160)
- 150 petites expériences de psychologie des médias, Éditions Dunod, 2008,  (ISBN 2100512099)
- Sexe et Cerveau : et si tout se passait dans la tête ?, Éditions Aubanel, 2009,  (ISBN 270060573X)[32],[33],[34]
- Bonheur, les émotions comment ça marche ?, Genève/Paris, Éditions Aubanel, mai 2010, 69 p. (ISBN 978-2-7006-0725-3)[32]
- Enfance, les émotions comment ça marche ?, Genève/Paris, Éditions Aubanel, mai 2010, 69 p. (ISBN 978-2-7006-0724-6)[32]
- Amour, Les Émotions, Comment Ça Marche ?, Genève/Paris, Éditions Aubanel, mai 2010, 69 p. (ISBN 978-2-7006-0723-9)[32]
- La télé nuit-elle à votre santé ?, Éditions Dunod, 2010  (ISBN 2100551663) (Seconde édition du livre « 150 petites expériences de psychologie des médias »)
- Les Soldats de l'or gris, Éditions Odile Jacob, 2011,  (ISBN 2738127088)
- Quand vos gestes parlent pour vous, Paris, Éditions Dunod, juillet 2012, 320 p. (ISBN 978-2-10-055746-2)[35],[36]
- Que nous apprennent la psychologie et les neurosciences sur la fabrication de l'opinion publique par les médias : faut-il une nouvelle régulation ?, in Le Droit et les Sciences de l'esprit, Éditions Dalloz, 2012  (ISBN 9782247121878)
- Neuroland, Éditions Robert Laffont, 2015  (ISBN 978-2-221-14475-6)
- L'Homme qui haïssait le bien, Éditions Robert Laffont, 2017  (ISBN 978-2-221-19216-0)
- Le Bug humain, Éditions Robert Laffont, 2019  (ISBN 978-2-221-24010-6)
- Où est le sens ? : Les découvertes sur notre cerveau qui changent l'avenir de notre civilisation, PARIS, Éditions Robert Laffont, 17 septembre 2020, 384 p. (ISBN 978-2-221-24660-3)[37]
- Création, Éditions Bouquins, 2021  (ISBN 978-2-382-92065-7)
- Human psycho : Comment l'humanité est devenue l'espèce la plus dangereuse pour la planète, Paris, Éditions Bouquins, 27 janvier 2022, 279 p. (ISBN 978-2-382-92079-4)
- Striatum : comment notre cerveau peut sauver la planète, Paris, Éditions Bouquins, 2023, 281 p. (ISBN 978-2-38292-442-6)